# レイ・ウィルキンス
レイ・ウィルキンス MBE（Ray Wilkins MBE, 1956年9月14日 - 2018年4月4日）は、イングランド、ロンドン出身の元サッカー選手、サッカー指導者。現役時代のポジションはMF。父親のジョージ・ウィルキンス、兄弟であるグレアム、スティーヴンもサッカー選手である。

## 経歴
1973年にチェルシーFCでデビュー。この時グレアム、スティーヴンもチェルシーに所属していたが、レイほどの活躍は出来なかった。チェルシーではタイトルにこそあまり恵まれなかったものの、1975年からは18歳の若さでキャプテンを任され、その翌年にはイングランド代表としても初招集を受けた。
その後、1979年にマンチェスター・ユナイテッドFCへと移籍し、1983年にFAカップやコミュニティーシールドを獲得した。1984年にACミランへと移籍。しかし、ここでもタイトルには恵まれず、オランダトリオと入れ替わるようにパリ・サンジェルマンFCへと移籍した。その後に所属したレンジャーズFCでは、リーグ優勝、スコティッシュリーグカップ連覇などを手にした。1989年にクイーンズ・パーク・レンジャーズへと移籍し、5年間を同クラブで過ごした。
そして、1994年に選手兼コーチとしてのオファーを受け、クリスタル・パレスFCの一員となった。しかし、そのデビュー戦で左足に怪我を負ってしまう。その怪我が癒えた後、再びクイーンズ・パーク・レンジャーズへ今度は選手兼任監督として加わった。2年後にウィコム・ワンダラーズFCへと移籍、その後もクラブを転々とし、翌年にレイトン・オリエントFCにて引退した。引退後は、1年間のみフラムFCの監督をしていた他、1998-2000シーズンはチェルシーのアシスタントコーチをしていた。
イングランド代表としては84試合キャップ。UEFA欧州選手権1980、1982 FIFAワールドカップ、1986 FIFAワールドカップにも招集された。2014年9月にヨルダン代表チームの監督に就任したが、AFCアジアカップ2015終了後の2015年2月に退任した。
退任後はテレビやラジオの専門家として働いていたが重度のアルコール中毒を抱えており、4年間の運転免許停止の処分を受けた他、2016年には5週間のリハビリを受けた。2017年には心臓のバイパス手術を受けている。2018年4月4日、ロンドンのセントジョージ病院にて死去。61歳没。